# Christelijk-Historische Unie

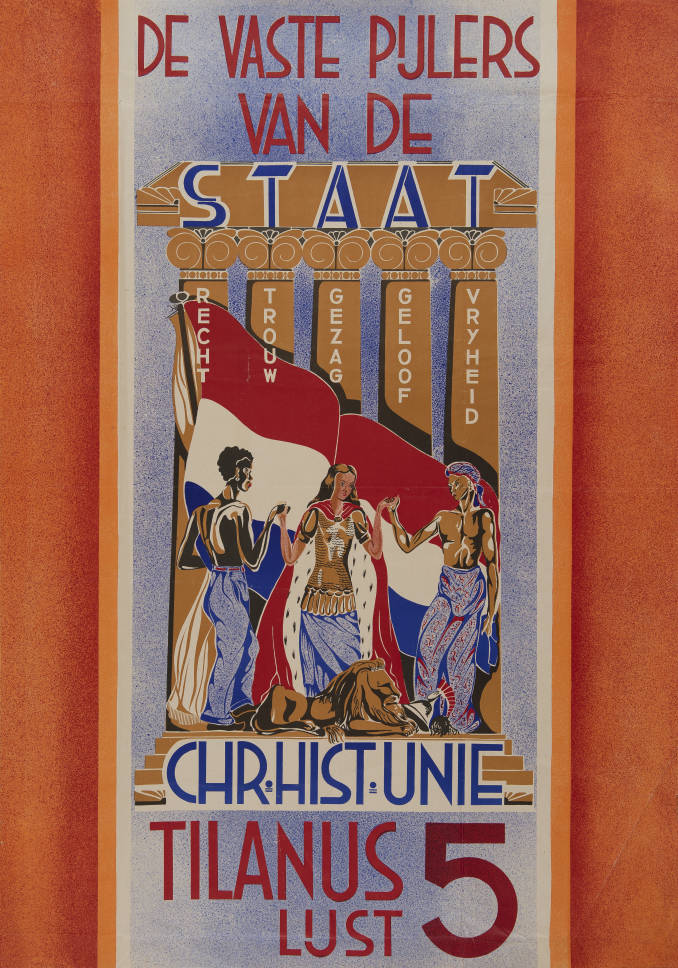
Wahlplakat der CHU, 1948: Die festen Pfeiler des Staates – Recht, Treue, Obrigkeit, Glaube, Freiheit

Die Christelijk-Historische Unie (CHU, ausgesprochen [krɪstələk hɪstorisə yni]; auf Deutsch: Christlich-Historische Union) war eine konservative Partei der protestantischen Christen in den Niederlanden, die von 1908 bis 1980 bestand. Ihre Vorläuferin war die 1903 gegründete Christelijk-Historische Partij. Die CHU ging 1980 im überkonfessionellen Christen-Democratisch Appèl (CDA) auf.

## Geschichte

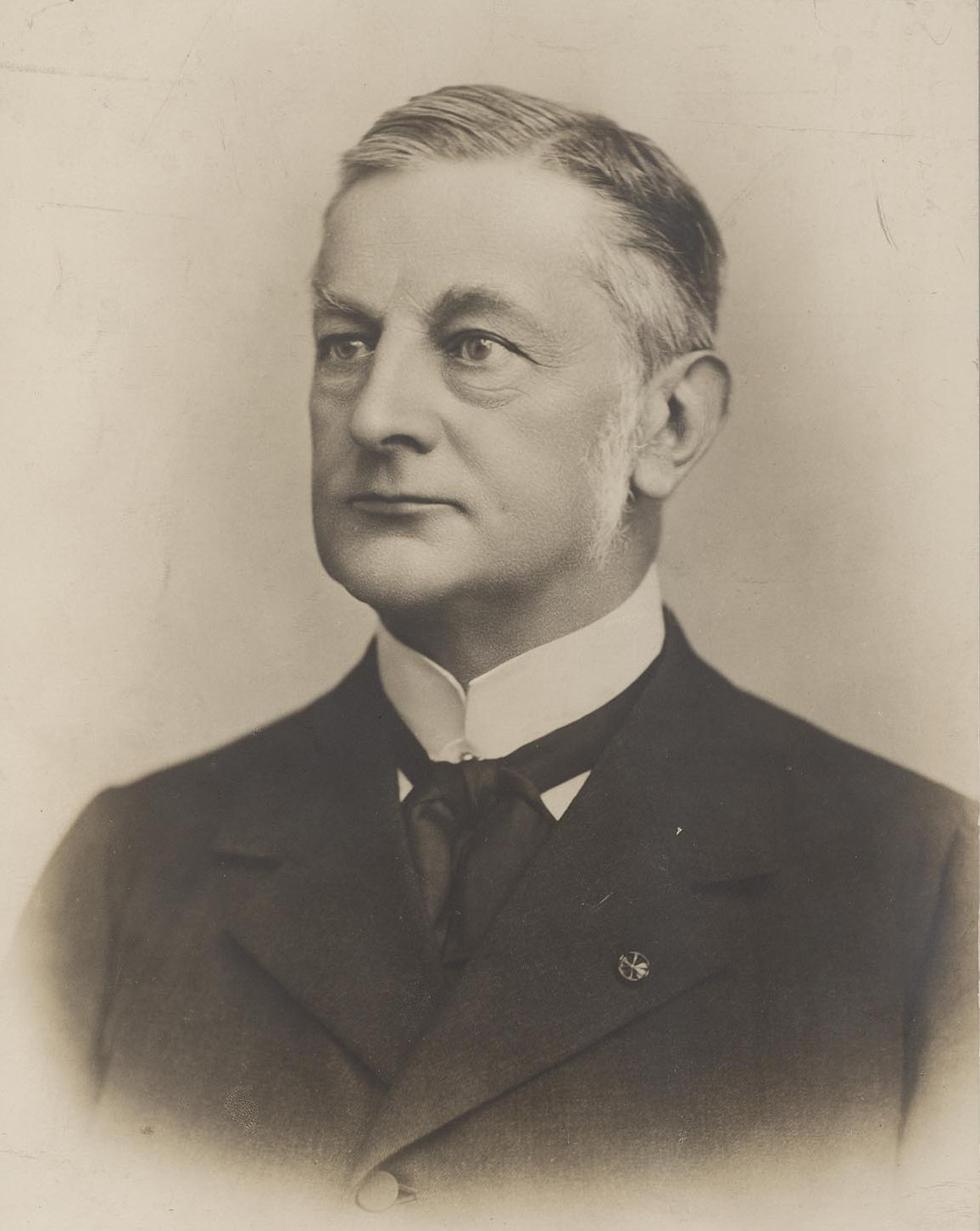
Alexander de Savornin Lohman, Gründer der CHU

Im 19. Jahrhundert bezeichneten die Begriffe anti-revolutionair (gegen die Ideen der Französischen Revolution gerichtet) und christelijk-historisch (auf historische Rechte der Ständegesellschaft verweisend) noch dieselbe politische Richtung, die im politischen Calvinismus stark war. Von der 1879 gegründeten Anti-Revolutionaire Partij (ARP) unter Abraham Kuyper spaltete sich 1894 eine Fraktion der Vrije Antirevolutionairen unter Führung von Alexander de Savornin Lohman ab. Auslöser war die Wahlrechtsreform des liberalen Innenministers Johannes Tak van Poortvliet, die das Stimmrecht auf jeden erwachsenen Mann, der lesen und schreiben und selbst für seinen Unterhalt sorgen konnte, ausdehnen sollte. Kuyper stimmte dem zu, während de Savornin Lohman und seine Mitstreiter es ablehnten. Aus der Vrij-Antirevolutionaire Partij ging 1903 die Christelijk-Historische Partij hervor. Diese wiederum fusionierte 1908 mit dem 1898 gegründeten Bond van Kiesvereenigingen op Christelijk-Historischen grondslag in de provincie Friesland (Friese Bond) zur CHU.
Neben dem Wahlrechtsstreit gab es konfessionelle, organisatorische und soziale Unterschiede zwischen den beiden protestantischen Parteien CHU und ARP. Kuyper war Anführer der Gereformeerde Kerken, die sich in den 1880er-Jahren von der staatsnahen Nederlandse Hervormde Kerk getrennt hatten. ARP-Anhänger waren daher meist gereformeerde Kirchgänger, Mitglieder der Hervormde Kerk fanden ihre politische Heimat in der CHU. Die ARP war eine straff organisierte Mitgliederpartei und sprach besonders die „kleinen Leute“ an; die CHU hatte als inhaltlich weniger dogmatische, lockere Honoratiorenpartei ihre Basis im Großbürgertum und Adel. Anders als Kuyper und die ARP lehnte die CHU auch die Strategie der Verzuiling („Versäulung“) ab. Einig waren sich ARP und CHU wie auch die katholische Partei in ihrer Forderung nach der Gleichstellung von konfessionellen und staatlichen Schulen. In der Zeit zwischen den beiden Weltkriegen erhielt die CHU zwischen 6,5 und 10,9 Prozent der Stimmen. Der einzige Ministerpräsident der Partei war Dirk Jan de Geer, der zweimal amtierte (1926–1929 und 1939–1940).
Nach dem Zweiten Weltkrieg stand die CHU gemeinsam mit den beiden anderen konfessionellen Parteien ARP und Katholieke Volkspartij (KVP) in der Mitte des politischen Spektrums. Sie koalierten abwechselnd mit der sozialdemokratischen Partij van de Arbeid (PvdA) und der rechtsliberalen Volkspartij voor Vrijheid en Democratie (VVD). So war die CHU von 1948 bis 1965 und von 1967 bis 1973 als Juniorpartner an der Regierung beteiligt. Mit einem Stimmenanteil zwischen 4,8 und 9,2 Prozent der Stimmen war sie die kleinste der drei christlichen Parteien. Gemeinsam mit KVP und ARP gehörte die CHU zur Europäischen Union Christlicher Demokraten (EUCD) und war 1976 Gründungsmitglied der Europäischen Volkspartei (EVP). Im Vergleich zu KVP und ARP, die ein ausgeprägt christlich-soziales Programm hatten, galt die CHU als konservativer. Anders als KVP und ARP beteiligte sie sich nicht an der Mitte-links-Koalition unter dem Sozialdemokraten Joop den Uyl (1973–1977). Der Leiter des Büros für Auswärtige Beziehungen der bundesdeutschen CDU, Henning Wegener, schätzte 1978 ein, dass unter den drei christlichen Parteien der Niederlande die CHU der CDU am nächsten stünde.
Nach den Wahlen 1967, bei denen der Stimmenanteil der drei christlichen Parteien zusammen auf unter 45 Prozent stürzte, arbeiteten diese immer enger zusammen. Sie traten zur Parlamentswahl 1977 mit einer gemeinsamen Liste an und fusionierten formal am 11. Oktober 1980 zum Christen-Democratisch Appèl (CDA).

## Bekannte Mitglieder

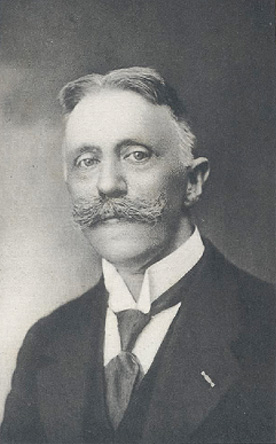
Dirk Jan de Geer, einziger Ministerpräsident aus den Reihen der CHU

- Koos Andriessen (1928–2019), Minister
- Frans Beelaerts van Blokland (1872–1956), Minister
- Albert Christiaan Willem Beerman (1901–1967), Minister
- Henk Beernink (1910–1979), Minister
- Hendrik van Boeijen (1889–1947), Minister
- Isaäc Nicolaas Theodoor Diepenhorst (1907–1976), Staatssekretär
- Dirk Jan de Geer (1870–1960), Ministerpräsident
- Joop Haex (1911–2002), Staatssekretär (katholisch!)
- Johan van Hulst (1911–2018), Parteivorsitzender
- Roelof Kruisinga (1922–2012), Parteiführer und Minister
- Jan Willem de Pous (1920–1996), Minister
- Alexander de Savornin Lohman (1837–1924), Minister
- Ynso Scholten (1918–1984), Minister
- Jan Rudolph Slotemaker de Bruine (1869–1941), Minister
- Arnold Tilanus (1910–1996), Parteiführer
- Berend Jan Udink (1926–2016), Parteiführer und Minister
- Chris van Veen (1922–2009), Minister
- Johannes Theodoor de Visser (1857–1932), Minister
- Christine Wttewaall van Stoetwegen (1901–1986), Mitglied der Zweiten Kammer